# Lars Christian Lilleholt
Lars Christian Lilleholt, né le 2 mars 1965 à Odense (Danemark), est un homme politique danois, membre du parti Venstre.

## Biographie
Après des études en économie et en sciences sociales à l'université d'Odense jusqu'en 1988, Lars Christian Lilleholt suit une formation à l'école de journalisme d'Aarhus jusqu'en 1993.
Lors des élections locales de 1993, il est élu au conseil municipal d'Odense. Il y prend en 2006 la présidence du groupe Venstre, qu'il occupe jusqu'à ce qu'il quitte le conseil en 2015.
Il est candidat aux élections législatives de 1994 et 1998 où il n'est pas élu, mais devient suppléant pour son parti. Il exerce à ce titre à deux reprises des fonctions de député par intérim au Folketing pendant quelques semaines en remplacement de Peter Brixtofte, en 1997 et 2000.
Il est élu député au Folketing de plein exercice pour la première fois lors des élections législatives de novembre 2001. Il est réélu pour un second mandat en février 2005, et devient alors le porte-parole de son groupe parlementaire pour les questions d'énergie et de climat,. Il conserve ce rôle après avoir été réélu en novembre 2007 et en septembre 2011,.
À l'issue des élections législatives de 2015 au cours desquelles il remporte un cinquième mandat au Parlement, il devient ministre de l'Énergie, de l'Approvisionnement énergétique et du Climat dans le gouvernement de Lars Løkke Rasmussen le 28 juin 2015,. Il garde son poste au sein du gouvernement Lars Løkke Rasmussen III formé le 28 novembre 2016.
Il quitte le gouvernement à l'issue des élections de juin 2019, qui marquent le retour de Venstre dans l'opposition. Il devient alors le président de la commission parlementaire du commerce et de l'industrie. Il quitte ce poste en juin 2020 pour devenir le président de la commission parlementaire pour la défense.
Après sa réélection pour un septième mandat lors des élections de 2022, il devient président du groupe parlementaire de Venstre,.
En décembre 2024, il annonce sa candidature au poste de maire d'Odense dans le cadre des élections municipales de novembre 2025.